# وسام الأرز
وسام الأرز هو أعلى وسام دولة في لبنان، أنشئ في 31 ديسمبر 1936. يشتمل على خمس رتب: الوشاح الأكبر – ضابط أكبر – كومندور – ضابط – فارس.

## تاريخ
أُنشأ الوسام في 31 كانون الأول 1936، وينظمه قانون الأوسمة اللبناني كما هو منصوص عليه في المرسوم رقم 122 الصادر في 12 حزيران 1959. يمنح الوسام عادة من قبل رئيس الجمهورية اللبنانية نظير "الخدمات الجليلة التي قدمها للبنان، ولأعمال الشجاعة والتفاني ذات القيمة الأخلاقية الكبيرة، كما هو الحال لسنوات في الخدمة العامة".

## التصميم
تتكون الميدالية نفسها من صليب مالطي ذو حواف خماسية من المينا البيضاء المذهبة مع مينا منمقة باللونين الأخضر والبني من أرز لبنان بين الذراعين على إكليل غار من المينا الخضراء. الوجه ذو ميدالية مركزية من المينا الحمراء منقوشة باللغة العربية "لبنان" (لبنان) داخل حلقة مذهبة منقوشة؛ والعكس عبارة عن ميدالية مركزية دائرية مذهبة تحمل العلم الوطني لجمهورية لبنان باللونين الأحمر والأبيض ضمن حلقة مذهبة منقوشة يبلغ قطرها 20 ملم (¾ بوصة).
| وسام شريط الأرز الوطني | وسام شريط الأرز الوطني | وسام شريط الأرز الوطني | وسام شريط الأرز الوطني | وسام شريط الأرز الوطني |
| ---------------------- | ---------------------- | ---------------------- | ---------------------- | ---------------------- |
| الوشاح الأكبر          | ضابط أكبر              | كوماندور               | ضابط                   | فارس                   |

## حائزون على الوسام
- عام 1956: عبد الباسط عبد الصمد.
- عام 1959: أم كلثوم.
- عام 1968: حقي توفيق المفتي.
- عام 1999: دريد لحام.
- عام 2004: إدغار شويري.
- عام 2007: جوليا بطرس.
- عام 2009: نايف بن عبدالعزيز آل سعود.
- عام 2010: بشار الأسد.
- عام 2013: أنيسة روضة نجار.
- عبد الله صلاح، وزير الخارجية الأردني الأسبق.
- عام 2025: زياد الرحباني (بعد الوفاة).